# Epigonus oligolepis
Epigonus oligolepis is een straalvinnige vissensoort uit de familie van diepwaterkardinaalbaarzen (Epigonidae). De wetenschappelijke naam van de soort werd voor het eerst geldig gepubliceerd in 1974 door Mayer.